# Армейские международные игры
Арме́йские междунаро́дные и́гры — комплексные международные соревнования между подразделениями вооруженных сил государств-участников игр.

## История
- I Армейские международные игры «АрМИ-2015» игры были проведены в Российской Федерации в период с 1 по 15 августа 2015 года. В играх принимали участие 57 команд, представляющих 17 государств[1].
- II Армейские международные игры «АрМИ-2016» прошли с 30 июля по 13 августа 2016 года[2]. За 2 недели 3,5 тысячи военнослужащих из 19 государств сразились в 23 конкурсах. Российские военнослужащие завоевали 20 золотых медалей, Казахстан — 2, Китай — 1[3].
- III Армейские международные игры «АрМИ-2017» проходили с 29 июля по 12 августа 2017 года на территории 5 государств: России, КНР, Азербайджана, Белоруссии, Казахстана. В ходе игр состоялось 28 международных конкурсов, в том числе 5 новых. В состязаниях приняли участие более 4500 военнослужащих из 28 стран.

На территории России прошли 18 конкурсов.
На территории КНР прошли 6 конкурсов: «Суворовский натиск», «Авиадартс», «Безопасная среда», «Десантный взвод», «Чистое небо», «Мастер-оружейник».
На территории Казахстана были организованы конкурсы «Мастера артиллерийского огня», «Снайперский рубеж» и «Соревнования расчётов беспилотных летательных аппаратов», в Белоруссии — «Воин содружества», а в Азербайджане — «Кубок моря».
Команды Сирии, ЮАР, Израиля, Узбекистана, Бангладеш, Уганды, Лаоса впервые приняли участие в III Армейских международных играх. Всего в играх «АрМИ-2017» участвовали команды из 28 государств. Изначально приглашения были разосланы 73 странам.

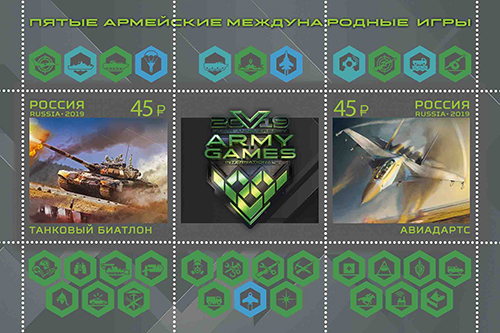
Почтовые марки России 2019 года, посвящённые Пятым армейским международным играм

- IV Армейские международные игры «АрМИ-2018» проходили с 28 июля по 11 августа 2018 года. В ходе Игр проводилось 28 международных конкурсов.

«АрМИ-2018» проходили на территории 7 государств: России, Азербайджана, Армении, Белоруссии, Ирана, Казахстана, Китая.
В рамках IV Армейских международных игр «АрМИ-2018» прошел первый юнармейский конкурс Военно-спортивного технического комплекса ДОСААФ России "Техно-ДОГ-биатлон".
К началу «АрМИ-2018» планировалось создание Международной ассоциации Армейских международных игр.
В играх участвовали 189 команд из 32 стран. Впервые приняли участие команды из Алжира, Вьетнама, Мьянмы, Пакистана, Судана, Филиппин.

4 июня 2018 года Банк России выпустил в обращение памятную монету номиналом 25 рублей «Армейские международные игры».
- V Армейские международные игры «АрМИ-2019» прошли с 3 по 17 августа 2019 года. В ходе игр было проведено 32 международных конкурса. Конкурсы «АрМИ-2019» были организованы на территории 10 государств: Азербайджана, Армении, Беларуси, Индии, Ирана, Казахстана, Китая, Монголии, России, Узбекистана[10][11]. Министерство обороны России пригласило к участию в играх 2019 года 85 стран, 39 из них приняли приглашение[12].

В 2019 году в «Армейских международных играх» принял участие женский танковый экипаж. При этом в Российской Федерации лицам женского пола приказом министра обороны России от 24 апреля 2017 № 025 и приказом директора Росгвардии, от 11 июля 2016, № 01 «Об утверждении перечня воинских должностей подлежащих замещению солдатами…» запрещено замещение должности «танкист». По иску девушки из Тольятти, Верховный суд России по делу № АКПИ19-221, оставил запрет без изменений. В рамках V Армейских международных игр «АрМИ-2019» прошел   второй    конкурс Военно-спортивного технического комплекса ДОСААФ России "Техно-ДОГ-биатлон"..

VI Армейские международные игры «АрМИ-2020» проходили с 23 августа по 5 сентября 2020 года. В ходе игр было проведено 30 международных конкурсов. Министерство обороны России пригласило к участию в играх 2020 года 90 стран, включая страны-участницы НАТО. Планировалось организовать конкурсы «АрМИ-2020» на территории 11 государств: Азербайджана, Армении, Беларуси, Ирана, Индии, Казахстана, Китая, Монголии, России, Узбекистана, а один из конкурсов — «Полевая кухня» — планировалось провести на Шри-Ланке. При этом в 2020 году количество конкурсов, которые проходят за пределами России, должно было превысить количество конкурсов, проходящих на территории страны. Однако по причине пандемии COVID-19 соревнования проходили в 5 странах: России, Армении, Азербайджане, Белоруссии, Узбекистане, большая часть соревнований проводилась в России. В 30-ти конкурсах «АрМИ-2020» приняли участие 156 команд из 32 стран. 
В рамках VI Армейских международных игр «АрМИ-2020» прошел   III  конкурс Военно-спортивного технического комплекса ДОСААФ России "Техно-ДОГ-биатлон"..
- VII Армейские международные игры «АрМИ-2021» проходили в период с 22 августа по 4 сентября 2021 года. В ходе игр проводилось 34 международных конкурса. В программу были включены новые конкурсы: «Армия Культуры», «Меридиан», «Тактический стрелок». Министерство обороны России пригласило к участию в играх 2021 года 95 стран. По состоянию на 1 июня 2021 года в «АрМИ-2021» изъявили желание принять участие 277 команд из более чем 40 стран. 4 страны: Буркина-Фасо, Индонезия, Перу, Саудовская Аравия приняли участие в играх впервые. В 2021 году совместно с Российской Федерацией  «АрМИ-2021» проводили 11 стран. На их территории проходил 21 конкурс. Россия принимала 16 конкурсов. Белоруссия, Китай, Иран провели на своей территории по 3 конкурса. По 2 конкурса прошли на территории Вьетнама, Казахстана, Узбекистана, Монголии. Алжир, Армения, Сербия, Катар провели по одному конкурсу. Впервые на своей территории принимали конкурсы «АрМИ-2021» Алжир, Вьетнам, Сербия и Катар[21].  В рамках VII Армейских международных игр «АрМИ-2021» прошел   IV   конкурс Военно-спортивного технического комплекса ДОСААФ России "Техно-ДОГ-биатлон"https://mil.ru/army2022/news/more.htm?id=12381508@egNews.
- VIII Армейские международные игры «АрМИ-2022» проходили с 13 по 27 августа 2022 года. Страны, принимающие участие в играх: Абхазия, Азербайджан, Армения, Беларусь, Буркина-Фасо, Венесуэла, Вьетнам, Гвинея, Зимбабве, Индия, Иран, Казахстан, Камбоджа, Камерун, Республика Конго, Китай, Киргизия, Лаос, Мали, Марокко, Мозамбик, Монголия, Мьянма, Нигер, Нигерия, Никарагуа, Пакистан, Палестина, Россия, Руанда, Сирия, Судан, Таджикистан, Узбекистан, Эсватини, ЮАР, Южная Осетия[22].  В рамках VIII Армейских международных игр «АрМИ-2022» прошел  V конкурс Военно-спортивного технического комплекса ДОСААФ России "Техно-ДОГ-биатлон"..
- VI "Техно-ДОГ-биатлон"2023 и VII"Техно-ДОГ-биатлон"2024  Военно-спортивного технического комплекса ДОСААФ России прошли в рамках "Всероссийских Юнармейских Военно-Спортивных Игр"(ВЮВСИ).

## Описание

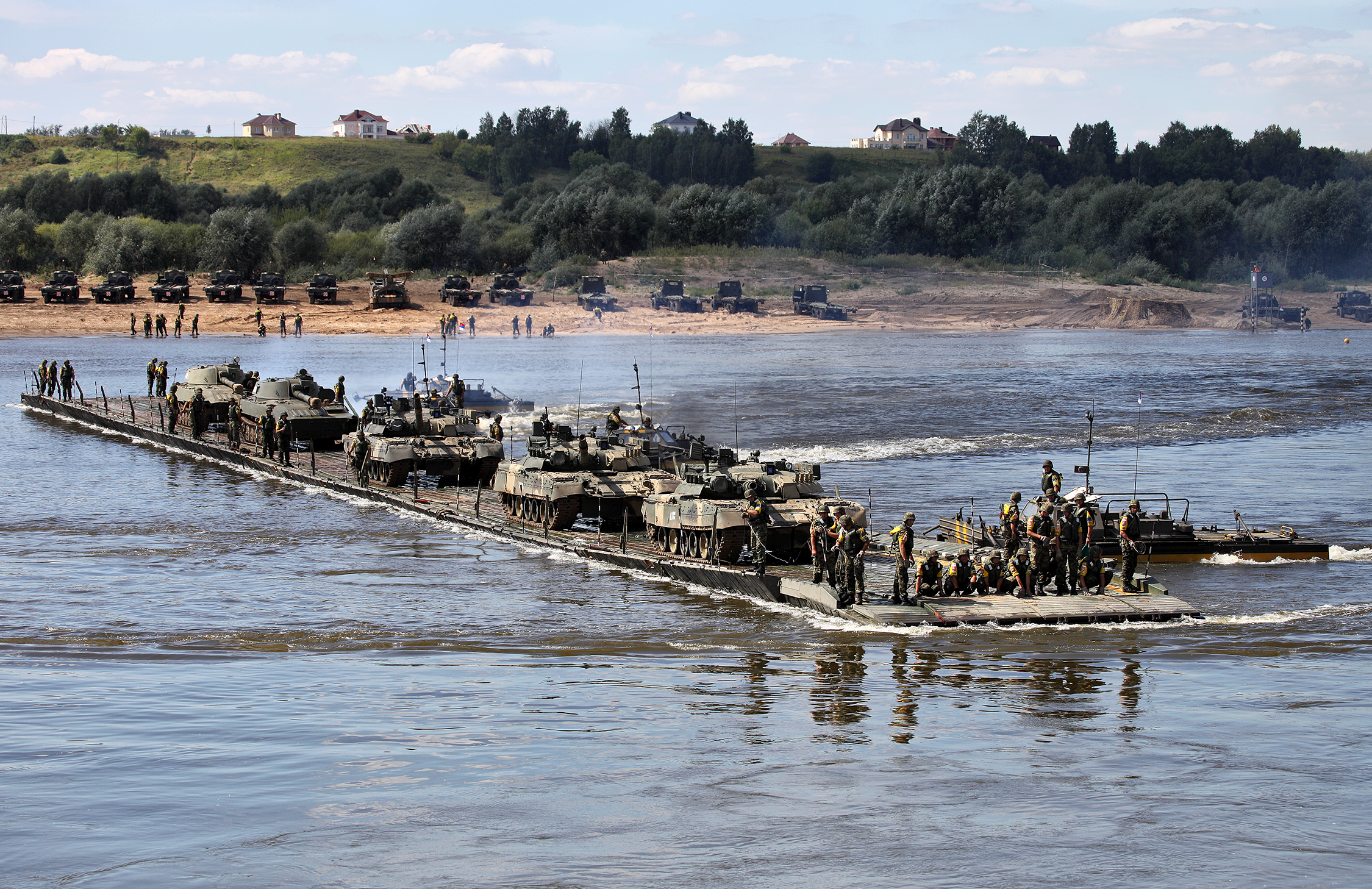
Ротный паром команды Сербии перевозит танки Т-80У и САУ 2С1 через реку на соревнованиях «Открытая вода»

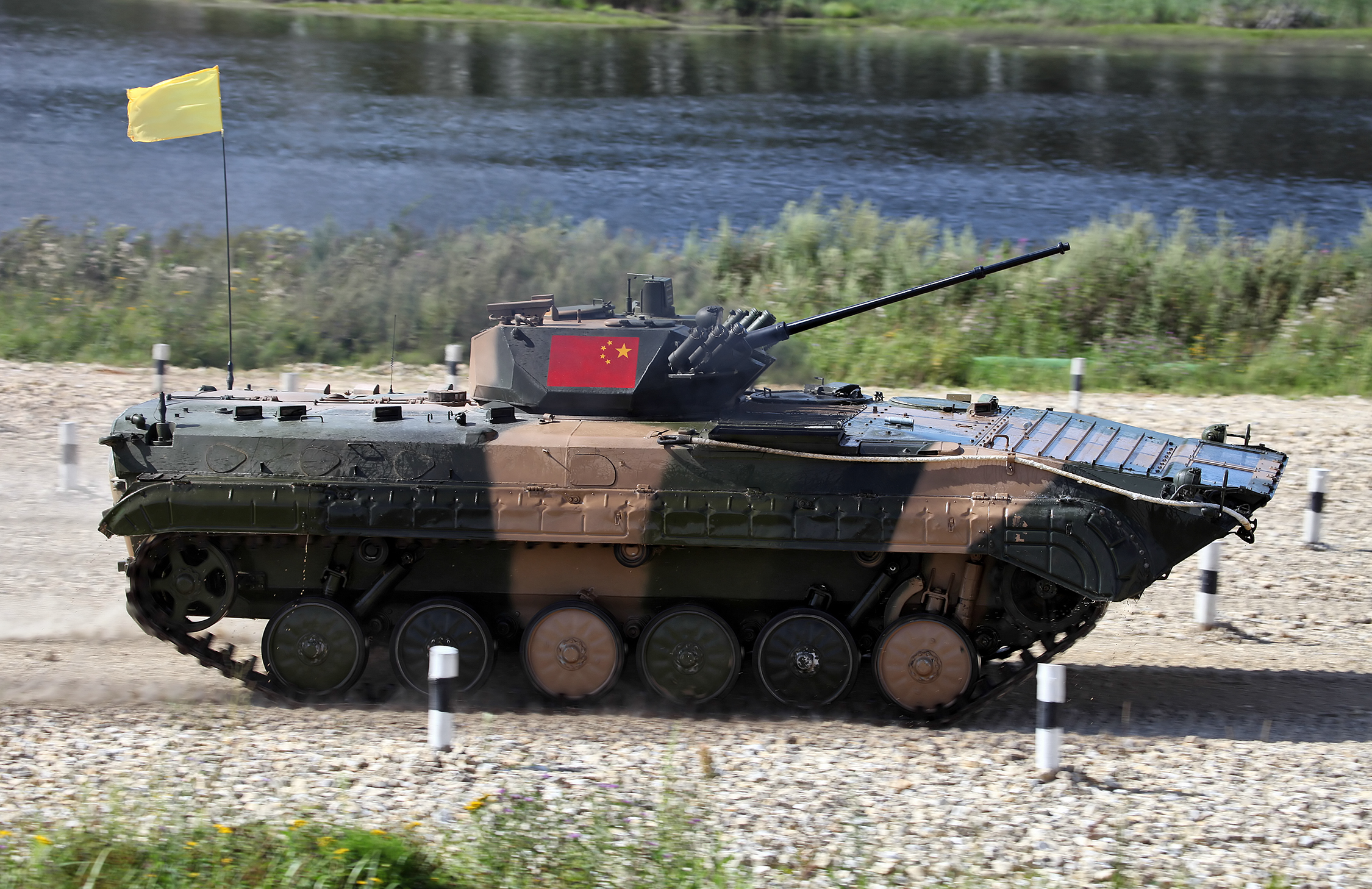
Китайская БМП Type 86G участвует в состязании «Суворовский натиск»

В рамках Армейских международных игр проводятся следующие конкурсы:
- Танковый биатлон: соревнование среди танковых экипажей;
- Суворовский натиск: соревнование проводится среди экипажей БМП-2 и других схожих по боевым характеристикам боевых машин стран-участников Игр. В составе команды 21 человек, из которых один является главой команды, еще двое — тренерский состав, и шесть человек — сотрудники техобеспечения. Основная команда, выходящая на трассу, состоит из двенадцати человек (четыре танковых экипажа)[24]. Соревнование проходит в 3 этапа, первый из которых — это индивидуальный зачёт, а второй и третий — полуфинал и финал эстафеты[24].
- Авиадартс: для лётных экипажей военно-воздушных сил; ранее Авиадартс проходил в течение двух лет как самостоятельное соревнование[25].
- Десантный взвод: среди подразделений воздушно-десантных войск (аналогичных по предназначению подразделений); состав команды до 42 человек, из которых 3 отделения по 7 человек являются основным конкурсным составом, ещё одно отделение является запасным, а ещё 13 человек — это руководство и технический состав[26]. Соревнование включает в себя 4 этапа, каждый из которых разбит на несколько подэтапов, так что общее число конкурсов составляет 10[26]. В ходе соревнований оценивается как непосредственно десантная работа, так и навыки стрельбы и владение бронетранспортной техникой[26].
- Кубок моря: для экипажей надводных кораблей в Чёрном и Каспийском морях[27]; при этом состав команд для разных морей различается. Для Каспийского моря состав команды 65 человек, из которых 60 — экипаж корабля, 5 — тренерская группа[27]. Соревнования проходят в три этапа — соревнования по выполнению артиллерийских стрельб по различным целям, борьба за живучесть надводного корабля и спасательная подготовка команды, соревнования по морской выучке[27]. В конкурсе имеют право участвовать корабли водоизмещением до тысячи тонн[27].
- Мастера артиллерийского огня: конкурс для артиллерийских расчётов; в составе команды может быть до 21 человека, соревнования проводятся с применением двух видов техники — 120-мм миномёт, лёгкий многоцелевой бронированный тягач МТ-ЛБ. Сам конкурс проводится в три этапа — индивидуальная дневная гонка, ночной спринт и командная эстафетная гонка, которая завершает соревнования[28].
- Чистое небо: конкурс между расчётами зенитно-артиллерийских и зенитно-ракетных подразделений; состав команды до 18 человек, из которых основными участниками являются два подразделения по 5 человек, остальные восемь — командование и группа обеспечения[29]. Конкурс включает в себя три отдельных этапа гонок — «Мастерство», «Взаимодействие», «Комбинирование», которые проводятся с использованием БТР и ПЗРК[29].
- Отличники войсковой разведки: соревнование разведывательных отделений; состав команды 21 человек, из которых основная разведывательная группа составляет 10 человек, еще 2 человека — запасные её участники, а остальной состав — командование и техобеспечение[30]. Конкурс проходит в пять этапов: десантирование с последующим марш-броском, оценка работы механиков-водителей, прохождение полосы препятствий, огневая подготовка, отработка выхода разведгруппы из зоны активной работы[30]. В конкурсе применяются следующие технические средства: вертолеты Ми-8 для высадки десанта, боевые машины пехоты (БМП) для передвижения по местности, а также беспилотные летательные аппараты[30].
- Открытая вода: конкурс среди понтонно-переправочных подразделений; состав команды — 105 человек, в которые входят понтонная рота, инженеры сапёрного отделения, экипажи различной сопутствующей техники, а также командный состав, тренерская группа и обеспечивающий персонал[31]. Соревнование включает в себя 7 этапов, в ходе которых проводится инженерная разведка водой преграды, оборудование перехода через противотанковый ров, организация десантной переправы, оборудование высокотоннажного парома для тяжёлой техники и боеприпасов, переправка гусеничной техники ротными паромами[31]. В рамках конкурсов используются следующие виды техники: ПМП, ПТС, ПММ, СНЛ, путепрокладчик БАТ[31].
- Безопасный маршрут: конкурс среди инженерных подразделений; состав команды до 30 человек, из которых 5 человек инженерно-сапёрное подразделение, 9 человек — расчёт механизированного моста, 4 человека экипажи сопровождающих машин, остальные — техническое обеспечение и командование[32]. Конкурс проходит в 5 этапов: подготовка и разведка брода, разминирование местности, сборка механизированного моста для переправы, восстановление участка пути с помощью путепрокладчика, прокладка проходов по заминированной территории с помощью инженерной машины разграждения[32]. В этапах используется следующая техника: механизированный мост ТММ-3, путепрокладчик БАТ, машина разграждения ИМР-2, система минирования ВСМ-1, комплект разминирования ОВР-2, а также мины и ручные миноискатели[32].
- Безопасная среда: конкурс среди экипажей радиационной, химической и биологической разведки войск радиационной, химической и биологической защиты; состав команды до 20 человек, из которых 9 человек — экипажи подразделений РХБ, 2 человека тренерской группы, остальные составляют группу информационно-технического и медицинского обеспечения[33]. Соревнование включает в себя три этапа — гонка с личным зачётом, эстафетная гонка и соревнование по огневой подготовке. В качестве оборудования применяются специализированные разведывательные машины РХМ-4, в качестве вооружения автомат Калашников АК-74М[33].
- Мастера автобронетанковой техники: конкурс среди водителей военных автомобилей;

В 2016 году на II Армейских международных играх «АрМИ-2016» добавлены конкурсы:
- Снайперский рубеж: конкурс между снайперскими парами; в состав команды входит 8 снайперов, образующих четыре спарки, и до трех человек руководящего командного состава. Соревнование имеет три этапа — в первом из них оценивается индивидуальное мастерство, второй представляет собой парный зачёт, а третий является командной эстафетой[34]. Для соревнований используется три вида оружия — пистолет Макарова (ПМ), учебная граната РГД-5 и снайперская винтовка СВД 7,62 мм[34].
- Эльбрусское кольцо: конкурс между военнослужащими горных подразделений[35]; Состав команды 18 человек, из которых треть — это тренерский состав. Соревнование состоит из трёх крупных этапов, каждый из которых подразделяется, в свою очередь, на отдельные подэтапы. На первом этапе от команд требуется выполнить спецзадачи на территории тренировочной базы, второй этап представляет собой марш в условиях высокогорья с преодолением водных преград, а третий этап является восхождением на гору Эльбрус. При этом во время проведения второго этапа выполняется не только перемещение по местности с преодолением различных преград, но и десантирование в горные районы, а также отработка транспортировки пострадавших из них[35].
- Морской десант: соревнование подразделений морской пехоты; состав команды 42 человека, из которых 24 — участвующий в конкурсе взвод морской пехоты, 9 человек запасного состава и 9 человек техобеспечения[36]. Конкурс проходит в 3 этапа — полоса препятствий, тропа выживания (оцениваются навыки работы в полевых условиях) и командная эстафета[36].
- Инженерная формула: конкурс среди экипажей инженерных машин; состав команды до 18 человек, из которых 9 — экипажи инженерных машин, 4 человека — тренерский и командный состав, 5 человек — группа обеспечения[37]. Конкурс проводится в 4 этапа: оборудование котлована, закрытие рва с помощью специальной техники, транспортировка и применение лесоматериалов для построения заграждений, форсирование водной преграды специальными техническими средствами[37]. Для проведения конкурсных испытаний применяется следующая техника: МДК-3, БАТ, ИМР, ПТС[37].
- Верный друг: конкурс среди специалистов служебного собаководства, проводящийся с участием их питомцев; состав команды 10 человек и 5 собак, среди которых 5 человек — проводники служебных собак, 3 человека — команда техобеспечения, еще 2 человека — командир и тренер[38]. Конкурс состоит из 5 этапов: индивидуальная гонка-биатлон с участием собак, демонстрация навыков защитно-караульной службы, преодоление полосы препятствий собакой и человеком, командная эстафета по дог-биатлону, индивидуальные соревнования на меткость стрельбы из автомата[38].
- Мастер-оружейник: конкурс среди специалистов по ремонту ракетно-артиллерийского вооружения; состав команды 17 человек, из которых 15 непосредственно ремонтный состав, и ещё два человека командного состава[39]. Конкурс проходит в 4 этапа — ремонт в полевых условиях гаубицы Д-30А, ремонт зенитной установки ЗУ-23, оценка навыков стрельбы и ведения боя личным составом (биатлон и эстафета), эстафета ремонтных взводов[39]. В качестве ремонтной техники обеспечения используются автомобиль КамАЗ, бортовой прицеп ЧМЗАП-8335.7-030, ремонтная мастерская на базе автомобиля Урал-4320[39].
- Рембат: конкурс среди специалистов ремонтников автобронетанковой техники[40]; состав команды до 28 человек, из которых один капитан, девять — экипажи ремонтных машин, шестеро — команда техобеспечения, девять человек — запасные экипажи[40]. Конкурс проводится в 4 этапа: индивидуальная гонка, конкурс огневой подготовки, военно-спортивная и смешанная эстафеты[40]. Командой используются следующие техсредства: МТО-УБ1, РЭМ-КЛ, БРЭМ-1, УАЗ-3151[40].
- Глубина: конкурс среди расчётов водолазов; основной состав участников — 6 человек, команда также включает 2 запасных участника. Соревнование включает в себя семь этапов — спасение на воде, оказание первой медицинской помощи утонувшему после его извлечения из воды, прохождение водной полосы препятствий, поддержание жизнедеятельности находящейся в аварийном состоянии подводной лодки, сварка, умение работать в замкнутом и ограниченном пространстве, фланцовка[41]. Часть этапов проводится на шланговом зависимом водолазном снаряжении, другая часть этапов подразумевает использование автономного подводного снаряжения[41].

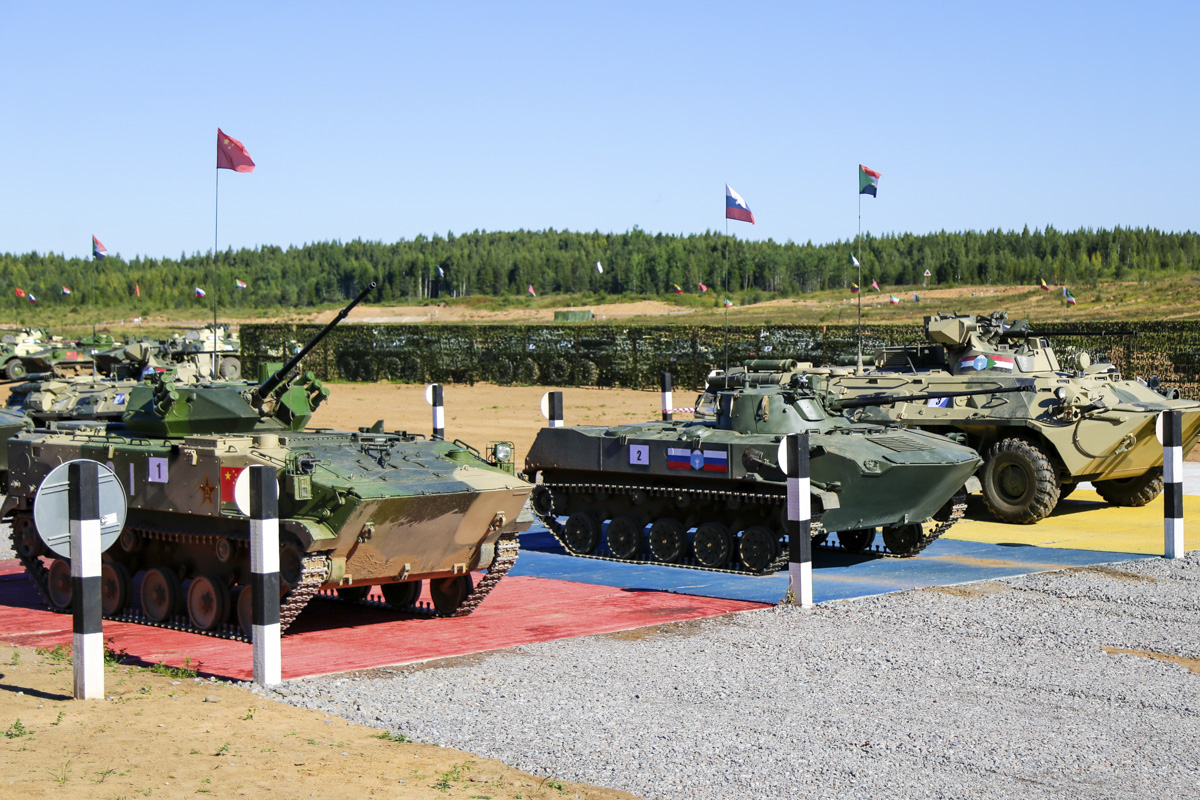
ZBD-03, БМД-2 и БТР-82А на конкурсе «Десантный взвод» в 2018 году.

- Военно-медицинская эстафета: конкурс для военнослужащих на воинских должностях среднего медицинского персонала и младших медицинских специалистов войскового (флотского) звена медицинской службы;
- Полевая кухня: конкурс между специалистами продовольственной службы[42]; Состав команды — 9 человек, из которых два повара, два пекаря, 2 человека техперсонала, по одному человеку — тренер и переводчик, а также один старший группы[42]. Соревнования проходят в 4 этапа: оценка огневой подготовки, приготовление пищи и выпечки по произвольному рецепту из имеющихся продуктов, приготовление пищи и выпечки по установленной рецептуре, мастер-класс по приготовлению национальных блюд[42]. Все этапы конкурса проходят на переносных и мобильных кухнях и хлебопекарных блоках из числа оснащения армии РФ[42].

В 2017 году на III Армейских международных играх «АрМИ-2017» добавлены конкурсы:
- Военное ралли: конкурс марш армейских внедорожников протяженностью более 1000 километров;
- Дорожный патруль: соревнование военной автоинспекции. Состав команды до 7 человек, в том числе — командир группы, два техника и четыре человека основных участников команды[43]. Соревнование проводится в два этапа — индивидуальные соревнования (экстремальное вождение, гонка по маршруту, конкурсная оценка навыков регулирования дорожного движения, скоростная замена колеса, экстремальная парковка автомобиля) и командная военно-техническая эстафета[43]. В соревнованиях применяются улучшенные полицейские автомобили марки Лада Веста и уставная мототехника[43].
- Страж порядка: соревнование военных полицейских с использованием полосы препятствий «Гонка героев»; состав команды до 16 человек, из которых 8 активных участников, включая водителя, 2 человека тренерская группа, а также по 2 человека запасных участников и технических работников. Также в состав группы может входить переводчик[44]. Соревнования проходят в 4 этапа: огневая подготовка, полоса препятствий, одиночная и командная гонки[44]. При проведении конкурса используются различные автомобили марки УАЗ, стоящие на вооружении гражданской и военной полиции РФ[44].
- Воин содружества: военно-профессиональное мастерство военнослужащих стран СНГ;
- Соколиная охота: соревнования расчётов беспилотных летательных аппаратов; Состав команды до 9 участников, среди которых по одному — командир группы, замкомандира, арбитр, тренер и переводчик, четыре человека — расчет комплекса БПЛА[45]. Проводится в 3 этапа: подготовка БПЛА и ведение разведки с применением беспилотных летательных аппаратов, усложнённые полёты БПЛА (ночные полёты, корректировка артиллерийского и стрельба с БПЛА), эстафета[45]. В конкурсе принимают участие беспилотные летательные аппараты самолётного типа с радиусом активного действия до 40 километров[45].

В 2018 году на IV Армейских международных играх «АрМИ-2018» отменён конкурс
- Ключи от неба между расчётами зенитных ракетных войск.

В программу добавлены конкурсы:
- Уверенный приём: конкурс воинов-связистов. В составе команды-участника 5 человек, из них трое — непосредственные участники-связисты, еще двое — руководящий состав. Конкурс включает четыре этапа, каждый из которых имеет собственное название. Первый этап ориентирован на оценку навыков стрельбы, второй и третий непосредственно на оценку умения работать с приёмным и передающим радиооборудованием, четвёртый этап представляет собой командную эстафету, в ходе которой команда должна провести операцию по восстановлению связи в условиях, приближенных к боевым[46].

В 2019 году на V Армейских международных играх «АрМИ-2019» добавились новые конкурсы:
- Аварийный район: конкурс с участием спасательных и специальных подразделений[47]; Команда состоит из двенадцати человек, где один является тренером, еще один командир группы, и десять человек — это основной состав команды. Состязание проводится в три этапа — преодоление полосы препятствий, эстафета и забег на короткую дистанцию[47]. В ходе соревнований команды должны преодолеть специфическую полосу препятствий, состоящую из завалов, очагов возгорания и обрушения дороги. При этом в задачи входит не только успешное прохождение полосы, но и выполнение дополнительных требований конкурса, таких как оказание помощи условному пострадавшему. Также участники демонстрируют огневую подготовку[47].
- Конный марафон: конкурс с участием кавалерийских подразделений; состав команды 10 человек и столько же лошадей. В команду входят командир, снайпер, пулемётчик, гранатомётчик и помощник гранатомётчика, связист, сапёр, два стрелка, медицинский инструктор[48]. Соревнования включают в себя два этапа — конный марафон, включающий четыре участка с разными условиями, и смешанная эстафета на короткую дистанцию[48]. В рамках первого этапа на первом участке происходит преодоление водной преграды и минного поля, на втором участке — движение верхом по пересечённой местности и состязание по навьючиванию лошадей, на третьем участке — тактические действия конной армии, приближённые к боевым условиям, на четвёртом участке — транспортировка боеприпасов, требующих особой осторожности[48].
- Саянский марш: конкурс с участием горных подразделений;
- Полярная звезда: конкурс подразделений специального назначения;
- Воин мира — из-за того, что в конкурсе принимали участие военнослужащие не только стран СНГ, поменяли название конкурсу Воин содружества.
- "Техно-ДОГ-биатлон" конкурс  Военно-спортивного технического комплекса ДОСААФ России. Проводится с 2017г. в рамках Армейских международных игр и Всероссийских юнармейских военно-спортивных игр  в виде военизированной спортивно-технической командной эстафеты. Учредители и организаторы: Министерство обороны ВС РФ,"Центральный клуб" АВПК ДОСААФ России,  ВВПОД "Юнармия": Специализированная трасса эстафеты включает в себя этапы упражнений в соответствии подготовки специалистов по воинско-учетным специальностям, которые могут входить (назначаться)  в состав «Дежурной оперативной группы» в соответствии общевоинских уставов Вооруженных Сил Российской Федерации.  Программа эстафеты включает в себя этапы: "Десантирование по-штурмовому", «Верный друг»:(кинологическая полоса препятствий); «Открытая вода»: (Судоводитель маломерного моторного судна);«Мастер автобронетанковой техники»: Механик-водитель ( фигурное вождение автомототехники) (квадроцикл, багги); «автомногоборье, кросс,ралли-кросс;»;«Мастер-оружейник»: Стрелок – неполная разборка и сборка учебного автомата;;«Уверенный приём»: Стрелок-Радист – сборка радиоприбора, радиообмен; стрельба; Дополнительные командные этапы :  Этап-тест "Политрук" и "Военных инженеров" (развертывания  полевого лагеря, пунктов управления).

В 2020 году на VI Армейских международных играх «АрМИ-2020» произошли изменения: Мастера автобронетанковой техники и Рембат были объединены в один конкурс, а также были изменены и усложнены правила проведения конкурсов Танковый биатлон, Полярная звезда, Десантный взвод, Отличники войсковой разведки.
В 2021 году на VII Армейских международных играх «АрМИ-2021» были добавлены конкурсы Армия культуры, Тактический стрелок и Меридиан.

## .Источник
- Положение о проведении Армейских международных игр-2016 (Сайт Минобороны России) Архивная копия от 20 августа 2016 на Wayback Machine
- Положение о проведении конкурса военно-спортивного технического комплекса ДОСААФ России "Техно-ДОГ-биатлон" в рамках Армейских международных игр